# Devil Doll
I Devil Doll sono stati un gruppo musicale italo-sloveno fondato nel 1987 da un musicista che si celava dietro lo pseudonimo di Mr. Doctor.
Il loro genere musicale era una sorta di unione tra musica classica contemporanea, teatro, rock progressivo, comprensivo talvolta di elementi stilistici prossimi all'heavy metal e al rock gotico, mentre lo stile di canto adoperato da Mr. Doctor era ispirato a quello espressionista, lo Sprechgesang.
Il nome del gruppo deriva dal film The Devil-Doll (in lingua italiana La bambola del diavolo) del 1936 diretto da Tod Browning.

## Storia

### Gli inizi
Mr. Doctor reclutò i membri dei Devil Doll attraverso un annuncio su un giornale nel marzo del 1987 che recitava:
(Mr. Doctor)
Tra aprile e giugno del 1987 videro la luce due formazioni a nome Devil Doll, una in Italia, a Venezia, e una in Slovenia, a Lubiana. Già a dicembre la band registra l'album d'esordio The Mark of the Beast nei Tivoli Studios di Lubiana. L'ingegnere del suono Jurij Toni (noto per il suo lavoro con i Laibach) resterà stupito dalle capacità tecnico-artistiche del gruppo e dalla genialità interpretativa di Mr. Doctor, al punto di curare negli anni tutte le uscite successive del gruppo.
L'album esce in un'unica copia, con copertina disegnata a mano, in possesso del solo Mr. Doctor e mai più stampato o distribuito: "Questo è un dipinto, non un lavoro di grafica", risponderà Mr. Doctor a uno Jurij Toni piuttosto in disappunto per questa strana scelta commerciale.
Nel marzo del 1988, i Devil Doll iniziano le prove del loro primo vero album: The Girl Who Was... Death, una composizione basata sulla serie televisiva Il prigioniero di Patrick McGoohan. A settembre la formazione di Lubiana, con il supporto di alcuni membri della formazione veneziana, rientra nei Tivoli Studios insieme a Jurij Toni per registrare quello che sarà il primo album disponibile al pubblico dei Devil Doll.
Nel novembre dello stesso anno viene formata a Venezia la Hurdy Gurdy Records, casa discografica che negli anni a seguire si occuperà di gestire le uscite discografiche del gruppo. Il 22 dicembre l'opera viene presentata in teatro, e alcune copie su cassetta della composizione verranno distribuite agli spettatori dell'esibizione.
Nel marzo del 1989, per la seconda performance live della band, vengono pubblicate 500 copie di The Girl Who Was... Death in versione LP, ogni copia contiene inserti differenti, tutti preparati a mano da Mr. Doctor e alcuni, leggenda vuole, scritti perfino con il sangue. Di queste copie se ne salveranno solamente 150, distribuite poi in teatro, mentre le altre verranno distrutte dallo stesso Mr. Doctor perché a suo dire "tutti gli interessati hanno già avuto la loro copia". A novembre viene fondato a Lubiana il Devil Doll Fan Club.

### EliogabaluseSacrilegium
Nel 1989 Mr. Doctor è al lavoro su tre diverse composizioni: tra aprile e luglio si dedica alla sua nuova opera: The Black Holes Of the Mind, una composizione di 45 minuti, mentre in agosto, accompagnato da alcuni membri dei Devil Doll, esegue dal vivo una reinterpretazione di quattro opere del compositore espressionista tedesco Hanns Eisler. Il concerto verrà registrato da Jurij Toni per poi comporsi in un album dal titolo Mr. Doctor Sings Hanns Eisler, ma questo disco non verrà mai pubblicato per ragioni di copyright.
Infine, tra settembre e novembre,  Mr. Doctor realizza e presenta in teatro Eliogabalus, una nuova composizione di 60 minuti, ispirata al libro "Eliogabalo o l'anarchico incoronato" di Antonin Artaud.
Nel dicembre del 1989 i Devil Doll sono pronti a entrare nuovamente nei Tivoli Studios di Lubiana per registrare il loro nuovo album, ma, a causa dei fondi limitati, la Hurdy Gurdy non può permettersi un doppio album, e Jurij Toni è quindi costretto a tagliare le due composizioni per poterle inserire in un unico album. Per la registrazione verranno usati solamente i musicisti italiani (con l'eccezione del chitarrista sloveno Bor Zuljan).
Eliogabalus verrà pubblicato nel 1990, e includerà una versione di The Black Holes Of The Mind tagliata di 20 minuti e rinominata "Mr. Doctor", mentre "Eliogabalus", che conserverà il proprio titolo, dura 30 minuti di meno del brano che i Devil Doll avevano inizialmente concepito.
Nel 1991 la Slovenia viene invasa dalle truppe di Belgrado; la sede del Fan Club viene spostata a Venezia, ci sono inoltre cambi di formazione: Francesco Carta, che ha lavorato precedentemente in Mr. Doctor Sings Hanns Eisler, diventa il nuovo pianista del gruppo; in seguito all'indipendenza della Slovenia, Mr. Doctor unisce le due formazioni dei Devil Doll in un unico gruppo; la nuova formazione, composta da Sasha Olenjuk (violino), Bor Zuljan (chitarra), Davor Klaric (tastiera), Roberto Dani (batteria), Francesco Carta (pianoforte) e ovviamente Mr. Doctor, a dicembre è pronta a entrare in studio per registrare il nuovo album Sacrilegium.
Nel marzo del 1992, I Devil Doll presentano l'album in teatro e durante il concerto vengono mostrate le immagini di "The Sacrilege Of Fatal Arms" il primo film scritto e diretto da Mr. Doctor. Pochi giorni dopo la Televisione Nazione Slovena manderà in onda il concerto, censurando però l'introduzione di Mr. Doctor, che in seguito a questo taglio deciderà di chiudere i suoi rapporti con la stampa e di non concedere più interviste, almeno fino al 2007.
Nel maggio dello stesso anno, la Hurdy Gurdy pubblica Sacrilegium, mentre Mr. Doctor continuerà i lavori per il suo film sperimentale, la cui prima proiezione avverrà nel dicembre a Lubiana, davanti a un pubblico selezionato. Nel gennaio del 1993 il Devil Doll Fan Club pubblica la colonna sonora del film: The Sacrilege of Fatal Arms, una versione estesa di Sacrilegium, dalla durata di oltre 70 minuti.

### L'incendio dei Tivoli Studios
Nel maggio del 1993 Mr. Doctor comincia a lavorare su una nuova composizione intitolata The Day Of Wrath – Dies Irae; a luglio i Devil Doll entrano in studio per registrare il nuovo album. Durante una fase di missaggio scoppia un incendio nei Tivoli Studios, all'interno ci sono solo Mr. Doctor e Jurij Toni, entrambi riescono a fuggire, ma tutti i nastri sono perduti, con l'eccezione di una cassetta contenente materiale strumentale miracolosamente salvata da Jurij Toni, e gli studi distrutti dall'incendio.
In seguito, Mr. Doctor si rifiuterà di registrare nuovamente l'album, circolano così rumour riguardanti lo scioglimento della band, voci che non vengono né confermate, né smentite. A dicembre Mr. Doctor chiederà alla Hurdy Gurdy di pubblicare 20 copie di un lussuoso libro, contenente gli spartiti musicali, e una cassetta con tutta la musica proveniente dal DAT scampato all'incendio. Questo materiale, formato per la maggior parte da parti strumentali, prive di missaggio e voce, verrà pubblicato dalla Hurdy Gurdy con il titolo The Lost Tapes.
Tra il giugno e il luglio del 1994 i Devil Doll ritornano con alcune esibizioni dal vivo, Dies Irae viene presentato assieme a nuova composizione, The Carnival Of Souls. Tutti gli spettacoli ricevono reazioni entusiastiche, convincendo così Mr. Doctor a tornare in studio per registrare nuovamente la sua opera.
Le prime registrazioni vengono fatte da settembre, in vari studi di Lubiana, mentre le parti d'organo vengono registrate a dicembre, presso la Basilica di Monte Berico vicino a Vicenza. Nel gennaio del 1995 vengono scelti gli Akademik Studios per terminare la registrazione dell'album, i Devil Doll entrano in studio accompagnati dall'Orchestra Filarmonica Slovena della quale Sasha Olenjuk è primo violinista e leader; mentre Mr. Doctor è affiancato dalla voce del soprano Norina Radovan.
Tra maggio e luglio viene fatto il primo missaggio dell'album, ma Mr. Doctor rivede il finale dell'album, includendo nuove parti orchestrali e facendo rientrare Norina Radovan in studio per registrare delle nuove parti vocali; il disco sarà definitivamente pronto il 10 settembre. Dies Irae viene presentato ufficialmente il 20 settembre alla stampa e al pubblico. Mr. Doctor non si presenterà.
Nel dicembre del 1995 iniziano le registrazioni di The Days Of Wrath, la colonna sonora del secondo film sperimentale di Mr. Doctor, completa per gennaio del 1996, mentre a febbraio la Hurdy Gurdy pubblica Dies Irae, in versione CD. A marzo viene completato il secondo film sperimentale di Mr. Doctor; The Days Of Wrath presentato a Lubiana.
A settembre Mr. Doctor e Francesco Carta scrivono la colonna sonora per il film muto La caduta della casa Usher diretto da Jean Epstein, e in ottobre creano la "Devil Doll Chamber Orchestra" per suonare la colonna sonora.
In seguito non si avranno quasi più notizie del gruppo.

### Vicende recenti
Negli ultimi anni W. Timmer del sito internet DevilDoll.nl Archiviato il 7 gennaio 2014 in Internet Archive. si è impegnato nel promuovere iniziative di sostegno e apprezzamento per i Devil Doll e Mr. Doctor, allo scopo di convincerlo, un giorno, a tornare a pubblicare materiale inedito e no.
Nell'ottobre del 2007 Mario Panciera ha pubblicato un libro dal titolo 45 Revolutions, un'analisi storico-musicologica sul punk, edito proprio dalla Hurdy Gurdy Records. Intervistato dalla rivista slovena Dvevnik in quanto autore del libro, ha ammesso di aver pubblicato in passato alcuni lavori discografici sotto il nome di Mr. Doctor con i Devil Doll, rivelando di fatto la vera identità del suo alter-ego.

## Formazione

### Ultima formazione
- Mr. Doctor - voce, organo
- Francesco Carta - pianoforte
- Sasha Olenjuk - violino
- Bor Zuljan - chitarra
- Jani Hace - basso
- Davor Klaric - tastiere
- Roman Ratej - batteria
- Paolo Zizich - voce

### Ex componenti
- Edoardo Beato - pianoforte
- Katia Giubbilei - violino
- Albert Dorigo - chitarra
- Rick Bosco - basso
- Roberto Dani - batteria
- Lucko Kodermac - batteria

## Discografia

### Album in studio
- 1989 - The Girl Who Was... Death
- 1990 - Eliogabalus
- 1992 - Sacrilegium
- 1993 - The Sacrilege of Fatal Arms
- 1996 - Dies Irae

### Raccolte
- 2008 - The Devil Doll Box